# Esther Lederberg
Esther Miriam Zimmer Lederberg (Nueva York, 18 de diciembre de 1922 - Stanford, 11 de noviembre de 2006) fue una microbióloga e inventora estadounidense, pionera en genética bacteriana. Sus contribuciones más notables incluyen el descubrimiento del virus bacteriófago λ, la transferencia de genes entre bacterias por transducción especializada, el desarrollo del método de réplica en placa para el cultivo de bacterias y el descubrimiento del plásmido F o factor de fertilidad.
Lederberg también fundó y dirigió el ahora extinto Plasmid Reference Center en la Universidad Stanford, donde mantenía, nombraba y distribuía plásmidos de muchos tipos, incluyendo aquellos con resistencia antibiótica, resistencia a metales pesados, virulencia, conjugación, colicinas, transposones, y otros factores desconocidos.

## Biografía
Esther Miriam Zimmer nació en el Bronx, Nueva York, en 1922. Fue la primera de los dos hijos del matrimonio formado por David Zimmer y Pauline Geller Zimmer. Su hermano, Benjamin, nació al año siguiente. Niños durante la Gran Depresión, su comida era a menudo un trozo de pan sobre el que su madre esparcía el zumo de un tomate.
Zimmer destacó en sus estudios. Cursó sus estudios secundarios en Evander Child's High School en el Bronx, donde se graduó a los 16 años. Recibió una beca para estudiar bioquímica en el Hunter College, en Nueva York, donde se graduó en 1942. Entre 1941 y 1942, Zimmer trabajó en el Jardín Botánico de Nueva York, investigando en Neurospora crassa bajo la dirección de Bernard Ogilvie Dodge.
Tras su graduación, Zimmer trabajó como ayudante de investigación de Alexander Hollaender y Milislav Demerec en el Instituto Carnegie de Washington (más adelante, Laboratorio Cold Spring Harbor). En 1944 obtuvo una beca en la Universidad Stanford como ayudante de George Wells Beadle Se trasladó a California, y tras un verano de estudios en la Estación Marina Hopkings con Cornelius Van Niel, comenzó una maestría en genética. Durante su estadía en Stanford trabajó con Edward Tatum, de Yale, en genética bacteriana y obtuvo su título de maestría en 1946.
Se casó con Joshua Lederberg en 1946, tras lo cual comenzó a trabajar en su doctorado en la Universidad de Wisconsin. Su tesis fue sobre el control genético de mutabilidad en la bacteria Escherichia coli. Joshua Lederberg aceptó un puesto de profesor asociado en la misma universidad. Esther terminó su doctorado bajo el patrocinio de R. A. Bring, en 1950, el mismo año que descubrió el ciclo lisogénico del bacteriófago lambda.
Esther y Joshua Lederberg se divorciaron en 1966. Ella contrajo nuevamente matrimonio con Matthew Simon en 1993.
Esther Miriam Zimmer Lederberg murió el 11 de noviembre de 2006 en el Hospital Stanford, de neumonía y fallo cardíaco, a los 83 años.

## Contribuciones a la microbiología y la genética
Lederberg se quedó en la Universidad de Wisconsin la mayor parte de la década de 1950. Allí descubrió el bacteriófago lambda, empezó a investigar sobre la relación entre la transducicón y el ciclo lisogénico de dicho fago, descubrió el factor de fertilidad de E. coli junto a Luigi Luca Cavalli-Sforza, ingenió la primera implementación exitosa del método de réplica en placa junto a Joshua Lederberg, y ayudó a descubrir y entender los mecanismos genéticos de la transducción especializada. Estas contribuciones fueron la base de gran parte del trabajo en genética posterior.

### Bacteriófago Lambda y transducción especializada
Esther Lederberg fue la primera en aislar el bacteriófago lambda, un virus de ADN que aisló de Escherichia coli K-12 en 1950. Era un virus que, en vez de multiplicarse rápidamente en el interior de la célula infectada y matarla, podía integrar su material genético en el de la bacteria infectada y transmitirse de una generación a otra sin causar daño a la célula. El ADN vírico podía activarse de nuevo en determinadas circunstancias, por ejemplo, cuando la bacteria se encontraba en condiciones de estrés. Entonces la maquinaria celular de la bacteria fabricaba ejemplares del virus, que causaban la muerte de la célula bacteriana. El bacteriófago tenía un doble comportamiento, con dos tipos de ciclo vital, que más adelante se denominaron lisogénico (cuando se incorpora al material genético de la célula) y lítico (cuando se reproduce y causa la lisis de la célula bacteriana). La facilidad de crecimiento de dicho bacteriófago, su condición de virus no patógeno (excepto para la bacteria), la facilidad de manipulación y el gran conocimiento que se tenía sobre la bacteria que infectaba (E. coli) hicieron que pronto se adoptase ese virus como organismo modelo para el estudio de otros virus con comportamiento semejante.
Su trabajo permitió un mejor entendimiento de la transducción especializada, importante para explicar un mecanismo de transferencia de la resistencia de las bacterias.

### Factor de fertilidad bacteriana
El Factor de fertilidad (también conocido como factor F) es una secuencia bacteriana de ADN que permite que una bacteria pueda producir un pelo sexual necesario para la conjugación. La secuencia contiene 20 genes tra (por "transferencia") y otras secuencias genéticas responsables de incompatibilidad, replicación y otras funciones. El factor F se encuentra en un episoma, que puede existir como plásmido independiente o integrarse en el genoma de la célula bacteriana. El descubrimiento de Esther Lederberg surgió directamente de sus experimentos para encontrar el profago lambda del E. coli. Cuando le fallaron algunos cruces para obtener formas recombinantes, supuso que algunos de sus cepas de E. coli habían perdido un "factor de fertilidad".

### Método de réplica en placa
A pesar de que había otras metodologías precursoras a la que ella ideó, eran menos eficaces, y no resolvieron el problema de reproducir colonias bacteriales en masa con la misma configuración que tenían en la placa de Petri de la que se partió. Lo que se buscaba era como disponer de la copia de un dibujo o la firma de alguien mediante un sello de goma untado en un tampón de tinta. En 1951, Esther Lederberg logró obtener réplicas idénticas mediante una técnica muy sencilla. Construyó un "sello" de la misma medida que la placa de Petri, pero no era de goma, sino de terciopelo de algodón esterilizado. Las pequeñas fibras de la superficie del terciopelo se clavaban en el agar de la placa original y, al frotar con el sello una nueva placa, inoculaba las bacterias y las colonias que crecían lo hacían en la posición que en la placa original. Un año después, ella y su marido publicaron un artículo detallando la metodología. Aunque la idea había sido de ella, el primer autor del artículo fue su marido.

### Otras contribuciones
Esther Lederberg regresó a Stanford en 1959 con Joshua Lederberg. Permaneció en Stanford para continuar con su carrera de investigación, y allí fundó y dirigió el Plasmid Reference Center (PRC) en la Facultad de Medicina de Stanford entre 1976 y 1986. El 25 de febrero de 2015, Stanford publicó muchas fotografías de sus trabajo en su cuenta de Flickr.
Se retiró de su puesto en el Departamento de Microbiología e Inmunología de Stanford en 1985, pero continuó dirigiendo el PRC durante casi una década más.

## Honores profesionales
- 1956: Premio Pasteur de la Society of Illinois Bacteriologists (junto a Joshua Lederberg; la primera vez que se entregó a un equipo de investigadores)[15]
- 1969 Beca Postdoctoral en Oncología de la American Cancer Society[8]
- Presidenta del Capítulo Stanford de Sigma Xi
- Afiliaciones en otras sociedades científicas; frecuente invitada a Conferencias Gordon; etc.

## Retos profesionales: discriminación de género
El microbiólogo Stanley Falkow afirmó que Esther Lederberg "experimental y metodológicamente, era una genia en el laboratorio." Aun así, a pesar de que Esther Lederberg fue una investigadora pionera, afrontó retos significativos como científica en los '50 y '60.
Según Luigi Luca Cavalli-Sforza, colaborar con su marido le dificultó tener una carrera estable e independiente.
Esther Lederberg tuvo que luchar para obtener un puesto de trabajo en la Universidad de Stanford. En 1974, un cambio en la política de aquella universidad la hizo pasar de Científico Senior a ser Profesora Adjunta, una posición más desfavorable en algunos aspectos.
Allan Campbell hizo notar la injusta actitud de Stanford hacia las mujeres científicas en una carta de recomendación para Esther Lederberg escrita en 1971: "pienso que ella es muy valiosa para la Universidad y merece un ascenso de acuerdo a las costumbres habituales de su departamento (por ejemplo, que su Comité de Promoción de las Mujeres la recomiende de la misma manera que un Comité de Promociones de los Varones haría ascender a un científico hombre)."

## Otros intereses
Esther Lederberg tuvo intereses culturales que iban más allá de la ciencia.

### Música
Toda su vida tuvo afición a la música, con especial dedicación a la música antigua. Fue miembro fundadora de la Mid-Peninsula Recorder Orchestra en 1962, que presidió durante varios años. Consciente de que gran parte de la música antigua era realmente música de danza, Lederberg estudió también danza Renacentista e isabelina. Le gustaba la música sinfónica, la ópera, y las operetas de Gilbert y Sullivan.

### Literatura
El gusto de Esther en la literatura era ecléctico; su biblioteca incluía obras clásicas y contemporáneas de autores como Gore Vidal, Ursula K. Le Guin, Margaret Atwood y Michael Crichton. También le gustaban las obras de Charles Dickens y Jane Austen, y perteneció a sociedades que estudiaban y rendían homenaje a esos autores.

### Botánica y jardines botánicos
Lederberg se interesó durante toda su vida por la botánica y los jardines botánicos. Propuso que se plantaran plantas indígenas como amapolas y lupinos en el campus de la Universidad de Stanford, argumentando que además de ser bonitas no necesitarían de riego—una consideración importante para un campus localizado en la Bahía de San Francisco, que tiene sequías frecuentes.